# Taxa de gordura corporal

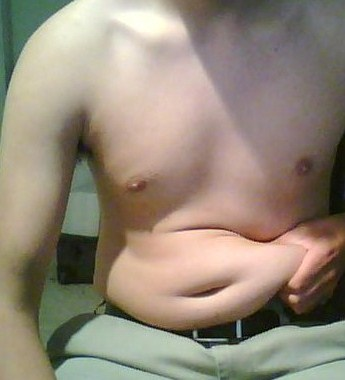
Excesso de tecido adiposo em um homem.

A taxa de gordura corporal de uma pessoa é a razão entre a massa total de gordura corporal e a massa da pessoa. O valor resultante reflete tanto gordura essencial com gordura de armazenamento. A taxa de gordura corporal pode ser medida com um adipômetro. Os triglicerídeos são a principal forma de gordura armazenada em animais e são armazenados em gotículas lipídicas em órgãos especializados em armazenamento de gordura, como o tecido adiposo em mamíferos ou o corpo adiposo em insetos.

## Quantidades típicas de gordura corporal
Nos mamíferos, as fêmeas armazenam aproximadamente 10% mais gordura corporal do que os machos. Um padrão semelhante pode ser observado em humanos. Uma extensa literatura revelou o importante papel dos hormônios sexuais e dos cromossomos sexuais no estabelecimento dessa diferença homem-mulher no armazenamento de gordura.
Epidemiologicamente, o percentual de gordura corporal em um indivíduo varia de acordo com sexo e idade. Existem várias abordagens teóricas sobre as relações entre o percentual de gordura corporal, a saúde, a capacidade atlética, etc. Diferentes autoridades, consequentemente, desenvolveram recomendações diferentes para os percentuais ideais de gordura corporal.
Este gráfico da Pesquisa Nacional de Exame de Saúde e Nutrição nos Estados Unidos mostra o percentual médio de gordura corporal dos americanos nas amostras de 1999 a 2004:
| Descrição         | Mulher | Homem  |
| ----------------- | ------ | ------ |
| Gordura essencial | 10–14% | 3–5%   |
| Atletas           | 14–21% | 6–14%  |
| Ginástica         | 21–25% | 14–18% |
| Média             | 25–32% | 18–25% |
| Obeso             | 32%+   | 25%+   |

## Técnicas de medição
Diferentes fórmulas existem para estimar a proporção de gordura tendo em conta o índice de massa corpórea (IMC), a idade e o sexo.
Uma fórmula proposta por Deurenberg, et al., em 1991 para o adulto é a seguinte:
IMG = (1,2 x IMC) - (10,8 x S) + (0,23 x idade) - 5,4* 1000,1/ 25,5² = 0
onde a idade é dada em anos, S = 0 para mulheres e S = 1 para homens. O resultado é expresso em %.
A TGC é uma medida imperfeita da obesidade e não discrimina entre a massa magra e a gordura. Uma pesquisa sugere que o índice de massa gorda está associado a um maior risco de eventos cardiovasculares em pessoas com diabetes.